# Богданов, Анатолий Анатольевич (военный)
Анатолий Анатольевич Богданов (24 июня 1945 — 25 июля 2018) — советский и российский военачальник. Заместитель главнокомандующего Западной группой войск (1992—1994), заместитель начальника Генерального штаба Вооружённых Сил Российской Федерации (1994—1996), генерал-полковник.

## Биография
Родился 24 июня 1945 года в г. Антрацит.
На военной службе с 1962 года. Окончил Харьковское гвардейское высшее танковое командное училище в 1966 году.
С 1966 по 1971 год — на различных командных должностях в 60-й мотострелковой дивизии 4-й армии Закавказского военного округа.
С 1971 по 1974 год — учёба в Военной академии бронетанковых войск имени Маршала Советского Союза Р. Я. Малиновского.
С 1974 по 1986 год — командир 59-го гвардейского танкового полка 131-й мотострелковой дивизии и 45-й гвардейской мотострелковой дивизии Ленинградского военного округа. С 1986 по 1988 год — советник командира армейского корпуса Народной армии Социалистической Республики Вьетнам.
С 1988 по 1990 год — учёба в Военной академии Генерального штаба Вооружённых Сил СССР имени К. Е. Ворошилова. В 1990 году — первый заместитель командующего 7-й танковой армией. С 1990 по 1992 год — начальник штаба — первый заместитель командующего 11-й гвардейской армией, первый заместитель начальника штаба Западной группы войск.
С 1992 по 1994 год — заместитель главнокомандующего Западной группой войск. 22 февраля 1994 года присвоено воинское звание генерал-лейтенант.
С 1994 по 1996 год — заместитель начальника Генерального штаба Вооружённых Сил Российской Федерации.
С 1996 по 1999 год — главный военный советник в вооружённых силах Сирийской Арабской Республики — советник министра обороны Сирийской Арабской Республики. С 1999 по 2000 год — в распоряжении начальника Генерального штаба Вооружённых Сил Российской Федерации.
В 2000 году уволен с военной службы с зачислением в запас. Являлся заместителем председателя Российского комитета ветеранов войны и военной службы (РКВВС).
Скончался 25 июля 2018 года. Похоронен в Москве на Троекуровском кладбище, участок 18.
Награждён орденами «За службу Родине в Вооружённых Силах СССР» III степени и «За военные заслуги», медалями СССР и РФ, иностранными наградами.